# 1969 en droit
Cet article présente les faits marquants de l'année 1969 en droit.

## Évènements

### Mai
- 23 mai : adoption de la Convention de Vienne sur le droit des traités par l'Assemblée générale des Nations unies. La France vote contre, alors que les États liés à l'URSS s'abstiennent. Cette convention entrera en vigueur le 27 janvier 1980, date à laquelle elle a été ratifiée par 35 États.